# 5406 Jonjoseph
5406 Jonjoseph este un asteroid din centura principală de asteroizi.

## Descriere
5406 Jonjoseph este un asteroid din centura principală de asteroizi. A fost descoperit pe 9 august 1991 la Observatorul Palomar de Henry E. Holt. Asteroidul prezintă o orbită caracterizată de o semiaxă mare de 2,67 ua, o excentricitate de 0,12 și o înclinație de 6,1° în raport cu ecliptica.